# Gustaf Philip Creutz
Gustaf Philip, comte de Creutz (Anjala, 1er mai 1731-Stockholm, 30 octobre 1785) est un homme politique, diplomate et poète suédois. 

## Biographie
Gustaf Philip Creutz (1er mai 1731-30 octobre 1785) est un homme de lettres et diplomate suédois. Il fait ses études de sciences et de lettres à l’Académie royale d’Åbo en Finlande. Il est nommé à un poste du Conseil privé de la Chancellerie à Stockholm en 1751. Homme de lettres, il écrit et publie des poèmes tels que, Atis Koch Camilla (1762), Sommar-qväde (1756), Daphne (1762). 
Creutz fait son entrée à la Cour de Suède en 1756, où il se lie d’amitié avec le prince Gustave, futur Gustave III. Ami intime de la reine Louise-Urique de Prusse, précepteur du prince Adolphe-Frédéric de Suède (1757), il devient ambassadeur à Madrid en 1762. Au cours de son voyage pour Madrid, il marque un arrêt de quelques mois à Paris où il fréquente les salons littéraires et fait la rencontre de nombreux hommes de lettres tels d’Alembert, Marmontel. Il passe par Ferney, en 1764 pour rencontrer Voltaire. 
Il est nommé ministre plénipotentiaire en France en 1766, il quitte l’Espagne pour rejoindre la France pour prendre ses fonctions à la Cour de Versailles. Durant sa période en tant qu’ambassadeur, il noue des relations avec de nombreuses figures importantes de son époque aussi bien sur le plan politique, il se lie d’amitié avec le duc de Choiseul, le duc d’Aiguillon, que sur le plan culturel, il s’entoure de philosophes, figures emblématiques des Lumières comme Voltaire, Diderot, Marmontel, d’artistes et de musiciens, tels que André Grétry,.
Le 13 avril 1783, il signe avec Benjamin Franklin un traité d'amitié et de commerce entre les États-Unis et la Suède. 
Le comte de Creutz est nommé Président de la Chancellerie en février 1783. Il quitte la France pour la Suède le 16 mai 1783, pour arriver le 7 juin 1783, à Stockholm. Le 9 juin 1783, Creutz accompagne Gustave III en Finlande pour rencontrer Catherine II à Fredrikshamn. La même année, le poste de chancelier de l’université d’Åbo lui est proposé, toutefois Creutz décline pour accepter l’offre de Gustave III qui le nomme sénateur et chancelier de l'université d'Uppsala. Il devient membre de l'Académie royale des sciences de Suède en 1784, il meurt l'année suivante, le 30 octobre 1785, quelques jours après être tombé gravement malade. Gustave III alors achète sa bibliothèque et la conserve au château de Haga.
Francophile, Creutz voue une admiration profonde à la France et à sa culture. Il est un grand admirateur de la philosophie des Lumières. Le comte partage son engouement pour les arts et les lettres français avec Gustave III. Il laisse derrière lui une importante correspondance en français, notamment avec Gustave III aussi bien en quantité qu’en qualité. Cette correspondance donne un aperçu de la relation d’amitié et d’estime que se portaient les deux hommes. À travers ses lettres, Creutz renseignait le roi de Suède sur sa mission diplomatique auprès de la Cour de France, sur les mœurs de Paris et de Versailles, sur la mode, la littérature. Il n’hésitait pas à envoyer au monarque des œuvres littéraires dès leur sortie, des vêtements, des bijoux, des tableaux. Sa correspondance est une source précieuse qui témoigne de la vie mondaine, culturelle et politique de Paris et Versailles ainsi que sur les relations franco-suédoises au cours du XVIIIe siècle.